# Condat-sur-Vézère
 Condat-sur-Vézère  es una comuna y población de Francia, en la región de Aquitania, departamento de Dordoña, en el distrito de Sarlat-la-Canéda y cantón de Terrasson-Lavilledieu.
Su población en el censo de 1999 era de 825 habitantes. Está integrada en la aglomeración urbana de Terrasson-Lavilledieu
Está integrada en la Communauté de communes du Terrassonais.

## Demografía
| 712 | 771 | 855 | 909 | 907 | 825 |
| Para los censos de 1962 a 1999 la población legal corresponde a la población sin duplicidades (Fuente: INSEE [Consultar]) |     |     |     |     |     |